# Andrew Flintoff
Andrew Flintoff (nacido el 6 de diciembre de 1977) es un exjugador de críquet internacional inglés. El Consejo Internacional de Cricket lo calificó constantemente como uno de los mejores jugadores internacionales tanto en el cricket One Day International como en el Test cricket. Andrew fue capitán de la selección sub-19 de Inglaterra en su gira de partidos de Test Cricket en Pakistán en 1996/97 y en casa contra Zimbabue en 1997.

## Carrera internacional de críquet
Andrew hizo su debut en Test Cricket para Inglaterra en 1998 contra Sudáfrica en Trent Bridge, en un partido recordado por su duelo en la segunda entrada entre Mike Atherton y Allan Donald; en un precursor de su rivalidad posterior, Flintoff y Jacques Kallis intercambiaron terrenos. En febrero de 2006, después de que el capitán de Inglaterra Michael Vaughan y el vicecapitán Marcus Trescothick no estuvieran disponibles para el primer Test Cricket contra India, Flintoff fue nombrado capitán del equipo de Inglaterra y posteriormente anunció que se quedaría en India durante toda la serie Test Cricket, aunque él y su esposa esperaban su segundo hijo. Su esposa dio a luz a un hijo, Corey, poco antes de la segunda Prueba el 9 de marzo.